# Pararge episcopalis
Pararge episcopalis är en fjärilsart som beskrevs av Charles Oberthür 1885. Pararge episcopalis ingår i släktet Pararge och familjen praktfjärilar. Inga underarter finns listade i Catalogue of Life.